# 涪城区
涪城区是中国四川省绵阳市一个市辖区，同时也是绵阳市政府驻地，位于绵阳市西部。

## 地理
涪城区地处四川盆地西北部，涪江以西，绵阳市区西部，距成都98千米，东隔涪江接游仙区，东南与三台县接壤，西北为安州区和江油市，西南则是德阳市下辖的罗江区、中江县。涪城区地貌以涪江、安昌河冲击河谷平坝为主，年降水量814.5毫米，汛期暴雨频繁。

## 人口
根据第七次全国人口普查结果，2020年11月1日零时，全区人口基本情况公布如下：全区常住人口为1298524人，与2010年第六次全国人口普查相比，增长49.82%，年平均增长率为4.13%。

## 历史

### 古代
汉高祖六年（公元前201年）设涪县，得名于涪水（今涪江），隶属于益州广汉郡，这也是绵阳建县之始，新朝时曾改名为统睦县，东汉建武十二年（36年）改回原名，建安二十二年（217年）改隶梓潼郡。西晋永嘉元年（307年），梓潼郡由梓潼迁往涪县，东晋永和三年（347年），巴西郡治因战乱从阆中迁至涪县，涪县成为梓潼、巴西两郡郡治，合称巴西梓潼二郡。南北朝前期由宋、齐控制。梁天监元年（502年）改巴西、梓潼两郡为巴西梓潼郡。
西魏废帝二年（553年），西魏占领剑南，置潼州，以潼水而得名，管辖巴西郡；废梓潼郡；改涪县为巴中县，因地处巴西郡中部而得名。隋开皇元年（581年）为杨忠避讳，改巴中县为巴西县，以其为巴西郡治而得名；开皇三年（583年），因隋朝实行州、县二级行政区划，废巴西郡，由潼州直接管理巴西县；开皇五年（585年）改潼州为绵州，以绵水（今绵远河）而得名；大业三年（607年）改绵州为金山郡，巴西县隶属于金山郡唐武德元年（618年）将改金山郡改回绵州，巴西县仍为绵州州治所在；天宝元年（742年）改绵州为巴西郡，乾元元年（758年）再次将巴西郡改回绵州，属剑南东道。五代时巴西县先后由前蜀、后唐、后蜀管辖，宋朝时属成都府路，仍为绵州州治，绍兴年间曾是川、峽宣撫副使驻地。元至元二十年（1283年）改属四川行省潼川府，又因实行“省县入州”制，州治所在地不再设县，因此撤销巴西县，由绵州直接管辖原巴西县行政区域。
明洪武十年（1377年），降绵州为绵县，洪武十三年（1380年）复升绵县为绵州，隶属于成都府，下辖罗江、彰明二县。清雍正五年（1727年），升为绵州直隶州，属松茂道，还管辖德阳、安县、绵竹、梓潼、罗江五县，同年复设彰明；雍正九年（1731年）改隶川北道，彰明划归龙安府；雍正十三年（1735年）仍隶松茂道。乾隆二十八年（1763年），绵州直隶州改隶成绵道，三十六年（1771年）省罗江县入绵州，并移绵州州治至罗江，嘉庆六年（1801年）绵州还旧治，复置罗江县，绵州仍辖五县。
新唐书评价为望，宋史评价为望，元史评价为下，清史稿评价为冲、繁、难。

### 近现代
民国二年（1913年）废绵州，改为绵阳县，因县城在绵山之南而得名，隶属于四川省川西道（后改为西川道），民国二十四年（1935年）隶属于第十三行政督察区，同时为该区专署驻地。
1949年12月，中国人民解放军第18兵团司令员贺龙自陕西、甘肃兵分三路南下入川。12月21日凌晨，解放军60军180师击退胡宗南部守军，进驻绵阳县城，12月25日绵阳城军事管制委员会成立，1950年1月1日举行群众大会，欢庆绵阳解放。绵阳县隶属于川西行署区绵阳专区，同时为专员公署驻地。1952年恢复四川省管辖，1968年改为由绵阳地区管辖。1976年2月4日，国务院批准将绵阳县城关镇及其所辖城郊、开元、园艺、五一4个公社划出建立县级绵阳市，绵阳市作为绵阳地区专署驻地，但未实际执行；1978年4月25日，国务院批准，撤销绵阳县，其政区并入县级绵阳市，绵阳市政府也随之成立。1985年2月8日，国务院批复将县级绵阳市升为地级市，设立绵阳市市中区管辖原县级绵阳市的行政区域
1992年10月30日，经国务院批准，民政部以民行批〔1992〕127号文批复撤销绵阳市市中区，设立绵阳市涪城区、游仙区，两区以涪江主航道中心线为界，涪城区位于涪江以西。

## 行政区划
涪城区下辖7个街道办事处、6个镇：
街道：城厢街道、工区街道、普明街道、创业园街道、石塘街道、城郊街道、塘汛街道；
镇：丰谷镇、青义镇、吴家镇、杨家镇、新皂镇、永兴镇。
其中，普明街道与永兴镇由绵阳高新技术产业开发区代管，塘汛街道由绵阳经济技术开发区代管。

## 文化
- 河边九龙山崖墓群：全国重点文物保护单位（第七批第646项，编号7-0646-2-130，汉，古墓葬类[26]）
- 玉女泉道教造像与子雲亭道教造像：四川省文物保护单位（第一批第7项[27]，1980年重新确定公布的第一批第41项[28]，唐，石窟寺类）
- 李杜祠：四川省文物保护单位（第三批第73项[29]，清，古建筑及历史纪念建筑物类）
- 蒋琬墓：四川省文物保护单位（第八批第56项[30]，三国，古墓葬类）
- 石桥铺双牌坊：四川省文物保护单位（第八批第162项[30]，清，古建筑类）
- 新铺双牌坊：四川省文物保护单位（第八批第163项[30]，清，古建筑类）
- 萧杨氏节孝坊：四川省文物保护单位（第八批第164项[30]，清，古建筑类）
- 五世同堂坊：四川省文物保护单位（第八批第165项[30]，清，古建筑类）

## 现任领导
| 机构     | · 中国共产党 · 绵阳市涪城区委员会 · 书记 | 绵阳市涪城区人民代表大会 常务委员会 主任 | 绵阳市涪城区人民政府 区长 | · 中国人民政治协商会议 · 绵阳市涪城区委员会 · 主席 |
| -------- | ---------------------------------------- | ---------------------------------------- | ------------------------- | -------------------------------------------------- |
| 姓名     | 邓辉                                     | 顾建                                     | 张虚怀                    | 杜正茂                                             |
| 民族     | 汉族                                     | 汉族                                     | 汉族                      | 汉族                                               |
| 籍贯     | 四川省梓潼县                             | 四川省绵阳市                             | 湖北省随州市              | 四川省盐亭县                                       |
| 出生日期 | 1972年2月（53歲）                        | 1965年1月（60歲）                        | 1986年1月（39歲）         | 1969年3月（55—56歲）                               |
| 就任日期 | 2020年7月                                | 2019年2月                                | 2020年8月                 | 2020年8月                                          |

## 交通
铁路方面，涪城区内主要客运站为绵阳站（一等站），有宝成铁路、西成客运专线两条线路，还规划有绵泸高速铁路。宝成铁路在涪城区内还设有石马坝站（四等站，货运）、绵阳北站（一等站，货运）、皂角铺铁路物流基地，其中皂角铺铁路物流基地是国家规划的175个二级铁路物流基地之一，近期年货运量为500万吨，远期将达到1000万吨。
公路方面， 京昆高速与 成万渝高速在涪城区西部十字交叉。涪城区内的国道有 108国道、 247国道等。
航空方面，1943年3月，为配合中国空军作战需要，奉国民政府军事委员会命令，绵阳县组织民工在绵阳县塘汛乡（今涪城区塘汛镇）境内修建了绵阳塘汛机场，1956年后划归原中国人民解放军第十四航空学校（今中国民航飞行学院）使用，2001年南郊机场通航后停止使用。现机场为绵阳南郊机场（4D型机场，IATA代码：MIG；ICAO代码：ZUMY），于1994年获批建设，1997年启动迁建，2001年通航，2018年旅客吞吐量突破394万人次，但因距离城区太近无法扩建，已经规划进行迁建。

## 经济
2020年，涪城区属地区生产总值541.15亿元，增长4.9%，位居绵阳市第一，辖区地区生产总值达1066亿元，是四川省地级市中首个千亿区。第一、第二、第三产业增加值比重分别为3.96：27.47：68.57。城乡居民人均可支配收入分别为42268元、23606元，城镇化率达到84%。